# NTT東日本札幌病院
NTT東日本札幌病院（エヌ・ティ・ティひがしにほんさっぽろびょういん）は、北海道札幌市中央区にある病院（企業立病院）。

## 沿革
- 1922年（大正11年）：「札幌逓信診療所」開設[2]。
- 1931年（昭和04年）：現在地に移転[2]。
- 1942年（昭和17年）：「札幌逓信病院」に昇格[2]。
- 1982年（昭和57年）：保険医療機関に指定され、一般開放[2][3]。
- 1985年（昭和60年）：日本電信電話（NTT）設立。
- 1989年（平成元年）：「NTT札幌病院」と改称[2]。
- 1999年（平成11年）：NTT再編成によって東日本電信電話（NTT東日本）の所属となり、「NTT東日本札幌病院」と改称[2]。
- 2000年（平成12年）：新病棟竣工[2]。
- 2002年（平成14年）：新外来診療棟竣工[2]。
- 2014年（平成26年）：DPC（診断群分類包括評価）対象病院認定[2]。

## 機関指定
| 保険医療機関                         | 労災保険指定病院                     |
| 生活保護法指定医療機関               | 結核予防法一般医療指定医療機関       |
| 精神保健福祉法通院医療指定医療機関   | 身体障害者福祉法更生医療指定医療機関 |
| 児童福祉法指定育成医療機関           | 母体保護法指定養育医療機関           |
| 原爆被爆者援護法一般疾病指定医療機関 | 精神保健指定研修指導医療機関         |
| 臨床研修指定病院                     | 札幌市災害時基幹病院                 |
| 札幌市救急告示医療機関               | 札幌市2次救急医療機関                |
| 札幌市医師会ショック対策協力医療機関 | 札幌市胃がん・大腸がん検診実施機関   |
| 札幌市乳癌・子宮癌検診指定医療機関   | 地域医療連携医療機関                 |
| 北海道がん診療連携指定病院           |                                      |

## 診療科等

### 診療科
- 呼吸器内科
- 消化器内科
- 循環器内科
- 腎臓内科
- 血液・腫瘍内科
- 糖尿病内分泌内科
- リウマチ膠原病内科
- 外科
- 呼吸器外科
- 心臓血管外科
- 整形外科
- 精神科
- 小児科
- 皮膚科
- 泌尿器科
- 産婦人科
- 眼科
- 耳鼻咽喉科
- 放射線科
- 麻酔科（ペインクリニック）
- 救急医療部

### 専門外来
- ペースメーカー外来
- 禁煙外来
- ものわすれ外来
- 緩和ケア外来
- 乳腺外来
- ストーマ外来
- 股関節外来
- 膝とスポーツ外来
- 血管専門外来
- 小児心臓外来
- 小児神経外来
- SOTI（食物アレルギー）外来
- 男性不妊・性機能・男性更年期外来
- 助産師専門外来
- 多汗症外来

### 部門
- 人工透析センター
- リハビリセンター
- 消化器病センター
- 手術センター
- 内視鏡センター
- 輸血センター
- ドックセンター
- 臨床工学室
- 臨床検査科
- 薬剤科
- 栄養管理室
- 医療安全管理室
- 感染管理推進室
- 治験管理センター
- 化学療法センター
- 看護部

## 施設認定
| 日本内科学会認定教育関連病院                                                                             | 日本循環器学会専門医研修施設                 |
| 日本呼吸器内視鏡学会認定施設                                                                             | 日本呼吸器学会認定施設                       |
| 日本プライマリ・ケア学会認定医研修施設                                                                   | 日本小児科学会認定医研修施設                 |
| 日本外科学会専門医制度修練施設                                                                           | 日本外科学会専門医制度修練施設               |
| 3学会構成心臓血管外科専門医認定機構関連施設 （日本胸部外科学会、日本心臓血管外科学会、日本血管外科学会） | 日本乳癌学会認定医研修施設                   |
| 日本整形外科学会認定医研修施設                                                                           | 日本皮膚科学会専門医研修施設                 |
| 日本泌尿器科学会専門医教育施設                                                                           | 日本産科婦人科学会専門医卒後研修指導施設     |
| 日本眼科学会研修施設                                                                                     | 日本耳鼻咽喉科学会専門医研修施設             |
| 日本ペインクリニック学会指定研修施設                                                                     | 日本病理学会認定施設                         |
| 日本臨床細胞学会認定施設                                                                                 | 日本麻酔科学会認定施設                       |
| 日本透析医学会認定施設                                                                                   | 日本医療薬学会認定薬剤師制度研修施設         |
| 日本消化器内視鏡学会認定指導施設                                                                         | 日本消化器病学会認定制度認定施設             |
| 日本輸血学会北海道支部会認定施設                                                                         | 日本精神神経学会精神科専門医制度研修施設     |
| 日本腎臓学会専門医制度研修施設                                                                           | 日本生殖医学会生殖医療専門医制度認定研修施設 |
| 日本がん治療認定医機構認定研修施設                                                                       | 日本婦人科腫瘍学会専門医制度指定修練施設     |
| 日本糖尿病学会認定教育施設                                                                               | 日本リウマチ学会教育施設                     |
| 日本消化器外科学会専門医制度指定修練認定施設                                                             | 日本内分泌学会認定教育施設                   |
| 日本老年医学会認定施設                                                                                   | 日本周産期・新生児医学会暫定研修施設         |
| 日本心血管インターベンション治療学会研修関連施設                                                         | 日本ステントグラフト実施施設                 |
| 日本呼吸器外科認定修練関連施設                                                                           | 日本血液学会認定血液研修施設                 |
| 日本アフェレシス学会認定施設                                                                             |                                              |

## アクセス
- 札幌市営地下鉄東西線 西18丁目駅から徒歩で約5分。
- 札幌市電「西15丁目停留場（NTT病院前）」下車。